# Bitwa pod Salmą
Bitwa pod Salmą – walki na terenach wiejskich pod Salmą w muhafazie Latakii, rozpoczęte 4 sierpnia 2013 przez rebeliantów jako Operacja „Wyzwolenie Wybrzeża” i zakończone piętnaście dni później odparciem bojowników przez Siły Zbrojne Syrii. W wyniku walk i prześladowań religijnych zginęło niemal 400 osób, z czego połowę osób stanowili cywile zamordowani przez dżihadystów.

## Bitwa
4 sierpnia 2013, podczas pierwszego dnia muzułmańskiego święta Id al-Fitr, o godzinie 4:30 rebelianckie grupy wchodzące w skład Wolnej Armii Syrii (FSA) oraz Islamskiego Państwa w Iraku i Lewancie (ISIL) rozpoczęły operację „Wyzwolenie Wybrzeża” w muhafazie Latakii. Tereny objęte ofensywą były zamieszkałe przez alawitów – grupy wyznaniowej, z której wywodził się prezydent Assad. Ofensywa islamistów rozpoczęła się od natarcia z miasta Salma, kontrolowanego przez bojowników od 2012, a jej celem było zdobycie Latakii.
W pierwszym dniu ofensywy stoczono walki na terenie dziesięciu wiosek i na wzgórzach Dżabal al-Akrad. Bojownicy, wśród których przeważali sunniccy fundamentaliści zgrupowani w 20 oddziałów, dokonali masakry na alawitach. Według Human Rights Watch nad ranem 4 sierpnia 2013 zabito 190 cywilów, z czego na 67 wykonano egzekucje. Ponad 200 osób zostało wziętych jako zakładników. Wśród zabitych było 57 kobiet, 18 dzieci i 14 starców. Ludność w momencie egzekucji nie była uzbrojona, większość osób spało w swoich domach. Wielu z osaczonych próbowało uciekać, lecz zamiar ten nie powiódł się i zostali rozstrzelani przez napastników. Szczególnym okrucieństwem wykazali się Czeczeni z ugrupowania Dżajsz al-Muhadżirin wa-al-Ansar (Armia Emigrantów i Zwolenników).
Podczas pierwszego dnia walk zginęło również 30 żołnierzy i 25 rebeliantów. Prowadzący ofensywę opanowali 14 alawickich wiosek – Baruda, Nbeiteh, Al-Hambuszieh, Bluta, Abu Makkeh, Bejt Szakouhi, Aramu, Bremseh, Esterbeh, Obiin, Kharata, Kalah, Talla i Kafraja. Był to najdalszy zasięg rebeliantów na froncie w Latakii. 5 sierpnia 2013 do kontruderzenia przystąpiły Siły Zbrojne Syrii i sojusznicze milicje, które do 6 sierpnia 2013 odbiły Aramu, Esterbeh, Talla, Bejt Szakouhi i Kafraja. Z kolei 7 sierpnia 2013 zniszczone zostało obozowisko dżihadystów w Obiin. 11 sierpnia 2013 rebeliantów pod Salmą odwiedził Salim Idris, dowódca FSA.
16 sierpnia 2013 armia przypuściła w muhafazie Latakia kolejny kontratak, mający na celu odbicie terenów utraconych na rzecz islamistów na początku sierpnia 2013. W ciągu dwóch dni udało się przejąć dziewięć wiosek i zabić dziesiątki zagranicznych dżihadystów w tym libijskiego lokalnego lidera ISIS. Ostatecznie rebelianci zostali zepchnięci 18 sierpnia 2013 do miasta Salma, skąd rozpoczęli ofensywę.